# كنيسة لاندوفر المعمدانية
كنيسة لاندوفر المعمدانية هو موقع ويب يحاكي الكنيسة المعمدانية الأصولية بطريقة ساخرة. تستهزئ الكنيسة بكل من الأصولية، والكنائس المعمدانية المستقلة، وحرفية الكتاب المقدس إذ نشأت كهجاء من جامعة ليبرتي.

## أوصافها
تقع الكنيسة في مدينة فريهولد الخيالية في آيوا. تعمل تحت بنية ديكتاتورية بقيادة «القس» الذي يتحكم بكل سلطة على الكنيسة وأعضائها وممتلكاتها الواسعة. من المفترض أن تستخدم الكنيسة نظامًا دقيقًا مفصلًا لصون سلطتها على أعضائها، يسخر هذا الأسلوب من نظام جيري فالويل في جامعة ليبرتي، بالإضافة إلى ذلك، من الممكن أن تجبر الكنيسة أعضائها على الامتثال لأي رغبة من رغباتها أو جميعها (تُستخدم عبارة شائعة على موقع الويب في مثل هذه الحالات وهي أن العضو «تطوع إلزاميًا» للامتثال). في حالات الطرد، يُزال العضو أيضًا من قائمة ممتلكات الكنيسة. يصف الموقع لاندوفر بأنها تملك «أمرًا قضائيًا دائمًا» ضد جميع الأشخاص «غير المُنقذين»، ما يبقيهم بعيدين عن حدود الكنيسة مسافة عشرة أميال تقريبًا بالإضافة إلى منعهم من دخول موقع لاندوفر على الويب.
داخل عالم لاندوفر، تمتلك الكنيسة ما يتجاوز 1000 فدان (400 هكتار) من الأراضي في فريهولد، مع 28 قسًا مدفوع الأجر، و412 موظف بدوام كامل، و11 كنيسةً صغيرةً مجهزةً تجهيزًا كاملًا، وسبع محميات، ومدرج من 100,000 مقعد، واثنا عشر استوديو تلفزيوني، ومحطتين إذاعيتين، وأكاديمية، وجامعة، ومجمعين سكنيين مغلقين، وسبعة وعشرين تطويرًا، وثلاث حدائق مكتبية، بالإضافة إلى مركز تسوق، ومدينة ألعاب، وملعب جولف، ومجمع سكني للمتقاعدين، ومؤسسة، وقسمي إطفاء وشرطة، ومخيم سيرك، ومنتجع، وملجأ وعدد من المراكز الرياضية والمسابح والينابيع الساخنة والمقابر. تبرز ميزة سنوية على الموقع في كل عيد هالوين تتمثل بقصة عن منزل الجحيم الخاص بالكنيسة.
يسجل الموقع أن أول قس في لاندوفر كان بين إبينيزر سميث، وتولى منصبه بعد وفاته شقيقه (ديكون فريد سميث). في يونيو من عام 2010، حدث «انقلاب» مرتبط بزوار الموقع (تبعًا لتفسير زائف للرومان 13) إذ تولى القس هاري هاركويل القيادة. ذكر الموقع أن ديكون فريد قد «استُعيد» إلى منصبه كقس بعد عقد «مصالحة» خلال مسيرة غلين بيك لاستعادة الشرف.
يتميز موقع لاندوفر أيضًا بعرض مواد من بيتي باورز، وهي شخصية مركزية خيالية على موقع «BettyBowers.com» الساخر. أدت الممثلة والكوميدية ديفين غرين صوت باورز، إذ ظهرت في كل من الصور والفيديوهات الساخرة العديدة. وفقًا لسيرة برادلي الخيالية الساخرة عن باورز، تُعلن نفسها بأنها «أفضل مسيحيي أمريكا». تدير باورز عدة وزارات مسيحية بأسماء مثل «جلب النزاهة لربات المنازل المسيحيات» (بي آي تي سي إتش) و«المعمدانيون ينقذون المثليين جنسيًا» (بي إيه إس إتش). وهي مدرجة كعضو من أعضاء كنيسة لاندوفر المعمدانية.